# 関谷直也
関谷 直也（せきや なおや、1975年7月27日 - ）は、日本の社会心理学者・防災研究者・広報研究者。東京大学大学院情報学環総合防災情報研究センター准教授。弓道五段。

## 略歴・人物
- 1975年7月27日　新潟県新潟市生まれ。
- 1994年（平成6年）新潟県立新潟高等学校 卒業
- 1998年（平成10年）慶應義塾大学総合政策学部総合政策学科社会経営コース卒業
- 1999年（平成11年）東京大学社会情報研究所修了
- 2002年（平成14年）東京大学人文社会系研究科社会情報専門分野修士課程修了
- 2004年（平成16年）
  - 東京大学人文社会系研究科社会情報専門分野博士課程退学
  - 東京大学大学院情報学環助手
- 2007年（平成19年）東洋大学社会学部メディアコミュニケーション学科専任講師
- 2008年（平成20年）新潟県防災局原子力安全対策課「複合災害検討委員会」委員
- 2010年（平成22年）
  - 東洋大学社会学部メディアコミュニケーション学科准教授
  - 慶應義塾大学メディアコミュニケーション研究所兼任講師
  - 早稲田大学大学院政治学研究科兼任講師
- 2011年（平成23年）
  - 東京電力福島原子力発電所における事故調査・検証委員会政策・技術調査参事
  - 観光庁「観光リスクに対する日中韓危機管理共同対応検討会」委員
  - 日本災害情報学会東日本大震災調査団団長
- 2012年（平成24年）
  - 原子力損害賠償紛争解決センター「東京電力福島原子力発電所事故による原子力損害の和解の仲介に関する調査」座長
  - 総務省「東日本大震災アーカイブ」技術・利活用合同WG
  - 農林水産省「国産食材利活用情報提供支援事業」委員
  - 内閣官房東日本大震災対応総括室「東京電力福島第一原子力発電所事故における避難実態調査委員会」委員
  - 気仙沼市津波避難計画検討委員会
  - 福島県「新生！福島の恵み発信協議会」委員
  - 日本都市センター「都市自治体における風評被害への対応に関する研究会」委員
- 2014年（平成26年）東京大学大学院情報学環総合防災情報研究センター特任准教授
- 2016年　福島大学うつくしまふくしま未来支援センター　客員准教授
- 2017年　静岡大学防災総合センター　客員准教授
- 2018年　東京大学大学院情報学環総合防災情報研究センター　准教授

## 研究分野
災害情報・災害心理の研究者。風評被害や原子力事故の社会心理学的な研究。環境メディア、「日本人の安全観」の研究。
週刊ニュース深読み、クローズアップ現代、ニュース探究ラジオ Digなどメディア出演多数。

## 著書[2]

### 単著
- 『災害情報―東日本大震災からの教訓』(2021)東京大学出版会
- 『風評被害―そのメカニズムを考える』（2011）光文社
- 『「災害」の社会心理』（2011）KKベストセラーズ
- 『環境広告の心理と戦略』（2009）同友館

### 共編
- 『広報・PR論ーパブリック・リレーションズの理論と実際』(2022)有斐閣）
- 『メディアは環境問題をどう伝えてきたのか: 公害・地球温暖化・生物多様性』(2015)早稲田大学現代政治経済研究所研究叢書
- 『コミュニケーション論をつかむ』（2014）有斐閣（辻大介・是永論との共著）

### 共著
- 『地域のレジリエンス　大震災後の記憶に学ぶ』(2012)
- 『復興と支援の災害心理学－大震災から「なに」を学ぶか』(2012)福村書店
- 『大震災後の社会学』（2011）講談社現代新書（遠藤薫らとの共著）
- 『展望現代の社会心理学３　社会と個人のダイナミクス』(2011)誠信書房
- 『エコ・フィロソフィ入門 サステイナブルな知と行為の創出』(2010)ノンブル社
- 『防災の心理学』（2009）東信堂（遠藤薫らとの共著）
- 『災害情報論入門』（2008）弘文堂（田中淳・吉井博明らとの共著）
- 『災害危機管理論』（2008）弘文堂（吉井博明・田中淳らとの共著）
- 『災害社会学入門』（2007）弘文堂（大矢根淳・浦野正樹・田中淳・吉井博明らとの共著）

### 連載
- 「好かれる企業の環境広告」（『環境会議』宣伝会議社）2006-2007
- 「好かれる企業のCSR広告」（『人間会議』宣伝会議社）2006-2007

## 受賞歴
- 2009年（平成21年） - 日本広告学会賞　学術部門（図書）
- 2009年（平成21年） - 日本広報学会賞　優秀研究奨励賞
- 2007年（平成19年） - 日本災害情報学会学術貢献賞　廣井賞
- 2006年（平成18年） - 吉田秀雄賞第一席（吉田秀雄記念事業財団）